# Redfin
Redfin est une société de courtage immobilier dite « à service complet », basée à Seattle, fondée en 2004 et est devenue « publique » en août 2017. Glenn Kelman en est le PDG. Son modèle commercial, visant à saper la concurrence, est basé sur la fusion de techniques de médias et du commerce en ligne appliquée au secteur de l'achat/vente dans l'immobilier (marketing direct notamment qui semble de plus en plus apprécié par les consommateurs), et sur le fait que les vendeurs paient à Redfin des frais réduits, soit 1,0 ou 1,5% pour répertorier la maison du vendeur. Ceci n'inclut pas les frais supplémentaires facturés au vendeur pour rémunérer l'agence immobilière représentant l'acheteur (frais  généralement compris entre 2,0 et 3,0 %). L'acheteur, avec Redfin récupère une partie de la commission de courtage (dite Redfin Rebate).

## Histoire
Redfin est une agence immobilière co-crée en 2004 par David Eraker, Michael Dougherty (ingénieur électricien diplômé de Yale), ensuite rejoints par David Selinger (qui auparavant dirigeait la branche R et D de l'équipe d'exploration de données et de personnalisation d'Amazon).
Eraker qui venait d'abandonner la faculté de médecine (de l'Université de Washington) pour une carrière de concepteur en logiciels, s'est inspiré de ses propres déboires immobiliers ; il a fondé Redfin en espérant contourner le modèle traditionnel de courtage en capitalisant sur les nouvelles technologies de l'époque, et en particulier sur le développement de l'Internet et du big data. Contrairement aux autres principaux portails de courtage immobilier en ligne dans le pays (ex : ReMax, Keller Williams Realty et Coldwell Banker), Redfin fonctionne comme un courtage à escompte, ne génèrent des revenus que quand les utilisateurs achètent ou vendent des maisons avec ses agents immobiliers, en réduisant la concurrence.
Redfin a eu l'idée d'afficher ses maisons à vendre sur une carte satelitale en ligne (avant l'apparitionon de Google Maps ou de Bing Maps de Microsoft,.
Après avoir reçu un million de dollars de financement initial de Madrona Venture Group, Redfin a levé 8 millions de dollars de financement de série B auprès de Vulcan Inc., la branche d'investissement du cofondateur de Microsoft, Paul Allen, en mai 2006.
En avril 2006, CNN rapportait que Redfin avait reçu des menaces de concurrents cherchant à « lui briser les rotules ». En juillet 2006, Redfin a reçu le prix de l'Innovateur de l'année décerné par Inman News, l'une des principales sources d'information en ligne pour le secteur immobilier.
Le PDG de Redfin, Glenn Kelman, a accepté un troisième tour de financement de 12 millions de dollars de Greylock et Draper Fisher Jurvetson en juillet 2007.[réf. nécessaire]
En mai 2007, quelques jours  après son apparition sur 60 Minutes, Redfin a été condamné à une amende de 50 000 $ par le Northwest Multiple Listing Service et contraint de fermer son blog Sweet Digs, qui contenait des critiques de maisons mises sur le marché. Northwest MLS a déclaré que de tels examens ne sont pas autorisés selon la loi 'Multiple Listing Service'. Sweet Digs a été relancé en juin 2007, couvrant tous les marchés desservis par Redfin, puis fermé en 2008.
En mai 2010, Redfin a reçu le « prix Seattle 2.0 » de la « Meilleure startup ».
En 2012, Redfin lance un système de notation automatique des agents immobiliser, qui a suscité des critiques pour utilisation de données inexactes. Redfin a alors retiré son outil du marché.
En octobre 2012, Redfin a été retenu parmi les DIGITAL 100 (World's Most Valuable Private Tech Companies) par Business Insider.
En juillet 2013, Redfin reçoit le « prix de l'innovateur de l'année ». En juin 2014, le magazine Seattle Business cite Redfin comme la meilleure entreprise où travailler en 2014 dans la catégorie Grandes entreprises, et la classe 21e grande entreprise basée à Seattle. En 2017, Redfin est nommée première entreprise de technologie où travailler à Seattle (par Hired.com) et la neuvième par USA Today.
En 2017, Redfin devient « publique » le 28 juillet via une introduction en bourse qui lève 138 millions de dollars. Le prix de l'offre était de 15 $ l'action, au-dessus de la fourchette de prix attendue de 12 à 14 $. L'action de Redfin a clos à 21,72 $ le premier jour de bourse, donnant à la société une capitalisation boursière de 1,73 milliard de dollars.
En 2019, Redfin s'est associé à Opendoor, une société immobilière en ligne, pour un service similaire à RedfinNow afin d'atteindre plus de clients. La maison de courtage n'a jamais fait de profit.
Le 9 avril 2021, Redfin a acquis la société de location de médias RentPath, qui possède Apartment Guide, rent.com, Lovely et Rentals.com, pour 608 millions de dollars.

## Levées d'argent
La société a participé à plusieurs tours de table 
- elle a levé 50 millions de dollars dans un tour mezzanine dirigé par T. Rowe Price et Tiger Global, portant son financement total à un peu plus de 96 millions de dollars.
- en décembre 2014, elle a levé 70,9 millions de dollars supplémentaires pour développer l'usage de logiciels aux États-Unis. Ce cycle a été mené par Wellington Management Co. et Glynn Capital Management, entre autres, et comprend Brothers Brook, Annox Capital Management et les investisseurs Tiger Global Management et T. Rowe Price[18].

## Programme partenaire de parrainage
Quand Redfin ne peut pas ou refuse de servir directement des clients, l'entreprise s'appuie sur un réseau de références de plus de 3 100 agents dans d'autres agences immobilières.
En 2017, sur 7 733 transactions immobilières initiées par Redfin, 2 041 ont été réalisées par ce réseau de référencement. Les agents parrainés paient Redfin quand ils closent les transactions parrainées, moins le montant des remboursements que Redfin peut effectuer aux clients. Une fois que Redfin a référé un client à un agent partenaire, cet agent, et non Redfin, représente le client de la réunion initiale à la clôture, moment auquel les agents paient à Redfin une partie de leur commission à titre de commission de recommandation. Redfin facture  des frais de référence de 30 % aux agents qui participent à ce programme.
Les frais de référencement conduisent à une inefficacité connue sous le nom de "concurrence inversée", où les courtiers référents finissent par rivaliser non pas pour attirer l'attention de clients, mais pour attirer l'attention de l'intermédiaire qui oriente le consommateur vers son réseau de courtiers et loin de ses concurrents. Un tel pilotage peut entraîner une qualité de service inférieure ou des commissions, des frais et des niveaux de prix plus élevés Certains agents immobiliers préconisent que les courtiers en commission de recommandation fassent des consommateurs une marchandise que le courtier de recommandation vend à un autre agent.

## Partenariat de parrainage exclusif avec Remax
Le 18 mars 2019, Redfin et Remax ont annoncé un programme de parrainage exclusif. Le 13 mai de la même année, les sociétés ont annoncé la fin du partenariat.

## Discrimination raciale
Plusieurs groupes immobiliers ont été accusés de biais défavorisant les populations noires et portoricaines, par rapport aux populations « blanches » dans l'accès au logement. C'est le cas de Redfin et de son concurrent Zillow, et aussi de  « méga-propriétaires » de maisons à louer, tels que Progress Residential ou Pretium Partners, qui incluent des données « raciales » dans leurs formulaires en ligne.